# B53

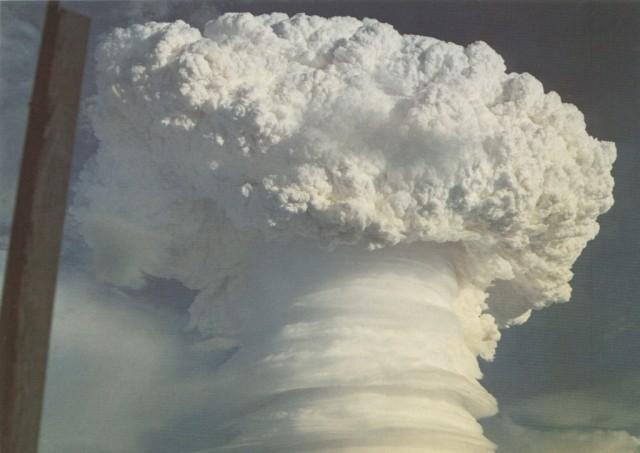
Teste nuclear com a B46 alterada(renomeada depois de TX-53).

A B53 é uma bomba termonuclear construída pelos Estados Unidos.
A bomba tem um poder de destruição equivalente a 9 Megatons.

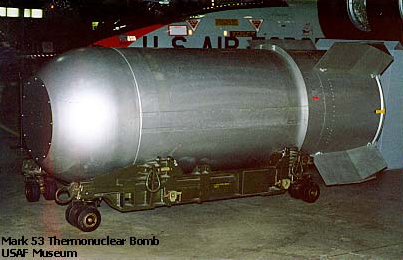
Foto da B53. Veja como é feita para penetrar na terra.

## História
O desenvolvimento da arma começou em 1955 no Laboratório Nacional Los Alamos, em 1958 foi emitido um pedido necessitando um nova bomba de classe C(uma bomba com menos de cinco toneladas com o rendimento de megatons). Uma bomba atualizada da B46(considerada uma B53 experimental) foi testada em junho de 1958 durante a Operação Hardtack I com a alcunha de Oak(carvalho) e um rendimento real de 8,9Mt.
Entrou em produção em junho de 1962 ate 1965. Até 1965 haviam sido construídos 340 artefatos, estes artefatos foram usados em serviço pelos aviões B-47 Stratojet, B-58 Hustler e pelo lendário B-52 Stratofortress.
Elas começaram a ser desmanteladas a partir de 1967, restando apenas 50 bombas de gravidade e 50 ogivas W53(ver abaixo), depois que uma versao da B53 em forma de ogiva quase detonou em um míssil titan quando este explodiu, todas as ogivas foram aposentadas em 1997, em 2010 as 50 bombas restantes começaram a serem desmanteladas.

## Nova estratégia
A B53 foi feita com a esperança de que ao cair penetrasse no solo, já que os soviéticos estavam fazendo túneis bem profundos para resistirem às bombas termonucleares. Se as bombas penetrassem no solo, ao explodir destruiriam o abrigo e certamente matariam quem estivesse lá, não deixando sobreviventes. Esse tipo de bomba passou a ser chamada de arma nuclear anti-bunker (bunker: abrigo subterrâneo).

## Efeito
Uma bomba de 9 Mt gera uma bola de fogo de 4–5 km de diâmetro. O calor irradiado é capaz de causar queimaduras fatais a qualquer pessoa que estiver desprotegida a 28 km de distância, e causaria o colapso de todas as estruturas residenciais e industriais dentro de 14.6 quilômetros de distância. Dentro de um raio de 100 km, a maioria das pessoas morreriam por conta de destroços e por conta da radiação.

## W53

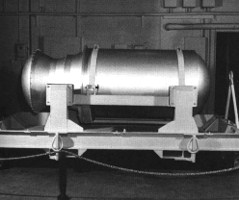
Pacote físico da W53

Uma ogiva foi feita a partir da B53, esta ogiva foi denominada W53, ela tinha o mesmo pacote físico(o invólucro e os núcleos primários e secundários) e portanto o mesmo projeto da B53 mas ao invés desta a W53 recebeu uma fuselagem para que resistisse a reentrada, foi operada em mísseis Titan.
Foi a ogiva com o maior rendimento dos EUA, com um rendimento total de 9 Mt.
Em 19 de setembro de 1980, um foguete Titan teve vazamento de combustível e explodiu no silo, a explosão lançou a ogiva que nao detonou e nem houve vazamento de material radioativo.
Elas foram aposentadas junto com os Titans em 1988 mas so foram desmanteladas em 1997.